# Marguerite Bahuche
 (janvier 2022).
Marguerite Bahuche, dite parfois aussi Marguerite Bunel (née vers 1560-70 à Tours ou 1590 - morte le 13 juillet 1632) est une peintre française.
Douée pour le portrait, elle réalise la majorité de ses œuvres dans le cadre de chantiers royaux avec son époux, le peintre Jacob Bunel. Si son talent était largement reconnu par ses contemporains, aucune de ses productions ne nous est pour autant parvenue.

## Biographie

### Enfance et formation
Marguerite Bahuche naît avant 1570 à Tours, ou vers 1590,. Elle est la fille d'Antoine Bahuche, un peintre protestant, et de sa deuxième épouse Jeanne Girault.

### Mariages et vie professionnelle
Elle se marie avec le peintre Jacob Bunel (1558-1614) aux alentours de 1595. Il sera peut-être un enseignant en peinture pour elle, il est sûr qu'ils ont été collaborateurs.
Jacob Bunel vit à Tours au moment de son mariage, et le couple s'installe à Paris par la suite, où ils sont actifs en 1599. Ils obtiennent par la suite un logement dans la Grande Galerie du Louvre, en 1605. Ils ont travaillé tous deux dans la petite galerie du Louvre. Marguerite Bahuche n'a pas d'enfant avec Jacob Bunel, qui meurt en octobre 1614,. Elle peut toutefois, grâce à la volonté de Marie de Médicis, alors régente, garder les gages et les attributions de son époux défunt, ainsi que le logement précédemment mentionné. Le roi lui donne les titres de « peintre royal » et « conservateur des galeries de tableaux du Louvre et des Tuileries ».
En septembre 1618, elle se remarie avec Paul Galland, alors secrétaire du roi, futur conseiller du roi et receveur des tailles dans la ville de Tours. Elle maintient toutefois une activité de peintre, au moins jusqu'à l'année 1625.

### Décès
Elle meurt le 13 juillet 1632 et est inhumée au cimetière protestant de Charenton. Elle lègue ses dessins à ses neveux, Jean Bahuche et Isaac Bernier. Son second époux, Paul Galland, se remariera le 9 octobre 1632.

## Œuvres et postérité
Marguerite Bahuche était notamment spécialiste des portraits, en particulier les féminins.

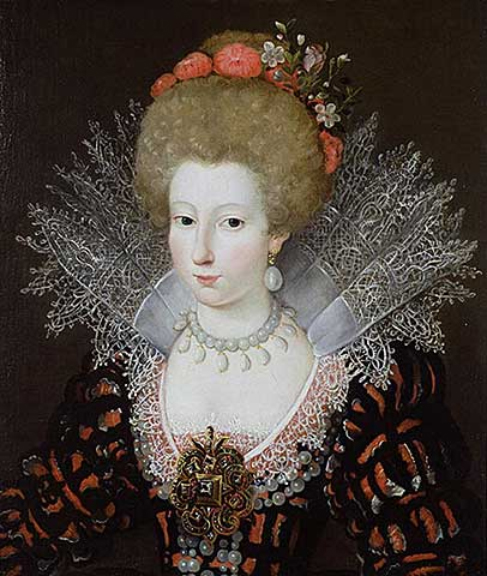
Portrait d’une dame richement parée auquel Marguerite Bunel aurait collaboré.

Aucun des travaux de Marguerite Bahuche n'est parvenu jusqu'à nous. De même, l'œuvre de son époux n'a que peu subsisté au temps. On recense quatre dessins et deux ou trois tableaux qui aujourd'hui lui sont attribués. Ils travaillaient surtout ensemble, sur des chantiers royaux. Leur chef-d'œuvre est le décor de la Petite Galerie du Louvre (galerie d'Apollon). Réalisé à la fin du règne d'Henri IV, vraisemblablement entre 1607 et 1610, il a entièrement disparu ; il n'en reste qu'un dessin préparatoire du portrait du roi. Il s'agissait de vingt-huit trumeaux lambrissés, répartis en deux ensembles de quatorze, situés de chaque côté de la galerie, qui figuraient d'une part les rois (côté ouest), de l'autre les reines de France (côté est), de Louis IX au roi alors sur le trône, Henri IV. Ces portraits grandeur nature étaient eux-mêmes chacun entourés de seize portraits en buste d'hommes remarquables de l'époque correspondant au règne du souverain représenté. Il en était de même pour les reines, entourées des femmes importantes de leur temps. Si l'on s'en réfère à Henri Sauval, Bunel s'est occupé des portraits masculins, et Marguerite Bahuche des féminins.
Le talent de Marguerite Bahuche est évident pour les spécialistes, qui soulignent la reconnaissance dont elle jouissait auprès de ses contemporains. Elle avait notamment la garde des tableaux de la collection royale confiée par Marie de Médicis, aux Tuileries et au Louvre, ce qui impliquait qu'elle intervint sur certains tableaux pour effectuer des actions de restauration. Le peintre néerlandais Carel van Mander fait l'éloge de sa peinture dans son Schilder-boeck, édité en 1604. Il insiste d'ailleurs sur le talent de la peintre pour les portraits, qu'il juge supérieure dans ce domaine à son époux d'alors, Jacob Bunel. C'est aussi l'avis d'Henri Sauval. Claude Vignon en a aussi fait l'éloge, dans un courrier daté du 24 juin 1668.
Sandrine Lely, qui a rédigé la notice consacrée à Marguerite Bahuche dans le Dictionnaire des femmes de l'Ancien Régime, précise, en parlant du chef-d'œuvre du couple, que « la perte de cet important ensemble, combinée au changement de goût, a précipité l'oubli de Marguerite Bahuche, qui n'est plus citée après le milieu du XVIIe siècle. ».

### Ouvrages et articles récents
- Sandrine Lely, « Marguerite Bahuche », Dictionnaire des femmes de l'Ancien Régime, Société Internationale pour l’Étude des Femmes de l’Ancien Régime, 2004 (lire en ligne)
- Ardouin-Weiss, Idelette. Les Familles du peintre Jacob Bunel et de sa femme Marguerite Bahuche de 1517 à 1636, Tours, Centre généalogique de Touraine, 1984.
- Collard, Louis-Henri et Édouard-Jacques Ciprut. Nouveaux documents sur le Louvre, Paris, Picard, 1963, p. 16-24.
- Guiffrey, Jules-Joseph. Artistes parisiens du XVIe et du XVIIe siècles. Donations, actes de mariage, testaments, inventaires, etc., tirés des insinuations du Châtelet de Paris, Paris, Imprimerie nationale, 1915.
- Janneau, Guillaume. La Peinture française au XVIIe siècle, Genève, Pierre Cailler, 1965, p. 22-25.
- Mérot, Alain. La Peinture française au XVIIe siècle. Paris, Gallimard-Electa, 1994, p. 48.

### Sources et ouvrages anciens
- Jean Louis Chalmel, Dictionnaire biographique de tous les hommes célèbres nés dans cette province, H. Fournier, 1828 (lire en ligne)
- Carel van Mander, Het Schilder-boeck, 1604, édition de Hessel Miedema, Doornspijk, Davaco, 1994, p. 442
- Henri Sauval, Histoire et recherches des antiquités de la ville de Paris, Paris, C. Moette et J. Chardon, 1730, t. III, p. 19